# Open Connectivity Foundation
Open Connectivity Foundation (OCF) är en standardiseringsorganisation, som består av företag, och vilken har till syfte att utveckla riktlinjer för hur industriell kommunikation ska utformas för utrustning som kopplas ihop över internet (Sakernas internet, IoT). 
Open Connectivity Foundation arbetar med specifikationer för att Sakernas internet ska kunna genomföras, vilket kräver säker och pålitlig sammankoppling av utrustning.
Open Connectivity Foundation har sina rötter i konsortiet Open Interconnect Consortium (OIC), som grundades i juli 2014 som en industrigrupp av Intel, Broadcom och Samsung Electronics med målet att utveckla standarder grundade på Constrained Application Protocol (CoAP). Broadcom lämnade konsortiet en kort tid efter dess grundande på grund av olika uppfattningar om hantering av upphovsrätt.
I september 2015 offentliggjordes en första version 1.0 för standarder för grundläggande kommunikationsfrågor, säkerhet och fjärråtkomstegenskaper.  Denna tillgängliggjordes också för utomstående.
I februari 2016 bytte konsortiet namn till Open Connectivity Foundation och utvidgades med Microsoft, Qualcomm och Electrolux som nya medlemmar. Idag (2017) ingår fler än 300 medlemmar, bland andra också Cisco Systems, General Electric, MediaTek, LG-gruppen, Haier och Canon.